# Conocardiidae
Conocardidae S.A. Miller, 1889 è una famiglia estinta di molluschi dell'ordine Conocardiida., vissuti tra l'Ordoviciano e il tardo Permiano.

## Descrizione
I Conocardidae inizialmente possono assomigliare ad una larva che rimane prevalentemente sotto terra, poi si sviluppa all'interno di due valve fino all'età adulta. Questa famiglia di molluschi erano più evoluti della famiglia Ribeiridae perché la loro caratteristica principale era il fatto essa aveva gli strati esterni della conchiglia che non attraversavano l'intero margine, suggerendo una giuntura bivalve flessibile.

## Tassonomia
Questa famiglia è composta da tre generi:
- Conocardium Bronn 1835
  - C.acadianum Dawson 1891
  - C.nicholasensis Prezzo 1921
- Oxyprora Hoare, Mapes & Yancey 2002
  - O.parrishi worthen 1890
  - O.missouriensis Girty 1915
  - O.oklahomaense Beede 1902
- Arceodomus Pojeta & Runnegar 1976
  - A.glabrata Eastone 1962
  - A.angusta Horae, Mapes & Yancey 2002
  - A.langenheimi Wilson 1970
  - A.prolata Horae & Mapes 1990
  - A.sphairikos Hanger et al. 2002